# Erik Liedstrand
Erik Liedstrand, född 1902, död 1988, var en svensk amatörbåtbyggare och båtkonstruktör.
Erik Liedstrand byggde båtar i Södertälje och ritade fritidsbåtar och kanoter, bland annat segelbåten Passad omkring 1975. Denna var av skärgårdskryssartyp, en 12,3 meter lång segelbåt med plastskrov och fenköl i bly och med 37 kvadratmeters segelyta. Uppemot ett hundra båtar tillverkades som självbyggen, halvfabrikat och segelfärdiga båtar.

## Konstruerade båtar
- 1973 Rival 22, en entyps segelbåt, 11,07 meter lång [3]
- Omkring 1975 Passad entyps segelbåt, byggd av Tufa Marin i Färentuna omkring 1975–omkring 1984.[2][4]